# Бернард Менінський
Бернард Менінський (англ. Bernard Meninsky, справжнє прізвище Менушкін; (25 липня 1891 , Конотоп, Чернігівська губернія, Російська імперія  — 12 лютого 1950 , Лондон )) — британський художник українського походження, майстер портретного і фігуративного живопису, пейзажист, рисувальник і педагог.

## Біографія
Народився 25 липня 1891 року в єврейській сім'ї в українському місті Конотоп (нині Сумської області), де його батько був кравцем. Родина переїхала до Ліверпуля, коли Бернарду було шість тижнів. В біографії художника зазначено, що англійський митник, не розібравши прізвище Менушкін, записав його як Меніський, а згодом сама родина додала друге "н". Згідно з переписом населення Великобританії за 1901 та 1911 роки сім'я називається Менінські, і саме це прізвище використовували батьки Бернарда, Ісаак і Анна, коли подали заяву на отримання громадянства Великобританії в червні 1915 року — посилання: 'Naturalisation Certificates and Declarations, 1870–1916'..
Навчався в Ліверпульській школі мистецтв, потім в Школі мистецтв Слейда, у 1913 році удосконалював свою творчість у Флоренції під керівництвом Гордона Крега. З початком Першої світової війни вступив до лав італійської армії, воював у Палестині під керівництвом генерала Едмунда Алленбі, був військовим художником, в 1918 році, після важкого нервового зриву, був демобілізований. З 1920 року викладав у Вестмінстерській школі мистецтв малюнок з натури, був близький до групи Блумзбері. Він також пробував себе як ілюстратор (збірка віршів Джона Мільтона L Allegro and Il Penseroso, 1946) і дизайнер балету. Страждав душевною хворобою, покінчив життя самогубством у лютому 1950 року.

## Спадщина

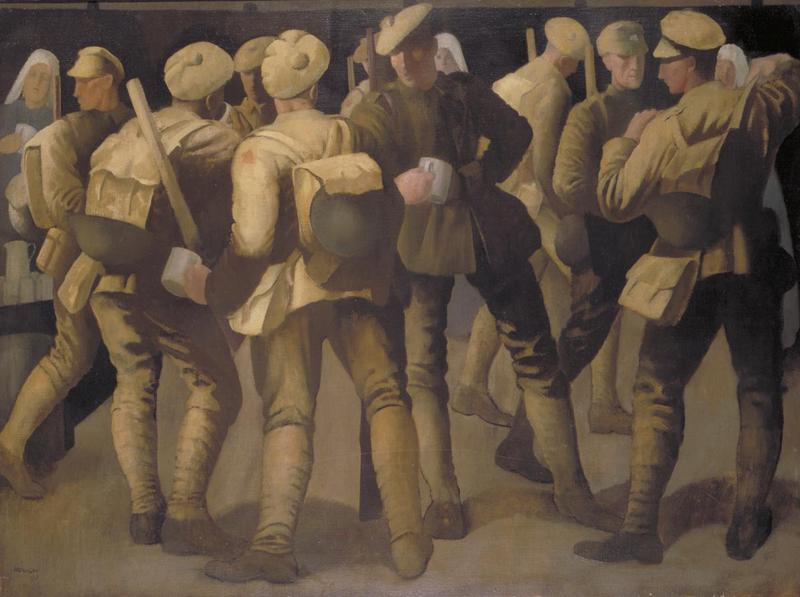
The Arrival (1918) (Art.IWM ART 1186)

Роботи Менінського знаходяться в Британському музеї, Музеї Вікторії та Альберта, галереї Тейт, музеях різних британських міст. Найпопулярнішими серед них є картини, створені під враженням Першої світової війни, і зображення жіночої оголеної та напівоголеної натури.

## Примітка
1. 1 2  RKDartists
2. 1 2  Benezit Dictionary of Artists — OUP, 2006. — ISBN 978-0-19-977378-7
3. 1 2  Зведений список імен діячів мистецтва — 2008.
4. ↑  Find a Grave — 1996.
5. ↑  Special Collections, The University Library. Bernard Meninsky. Leeds University. Процитовано 25 травня 2017.
6. ↑  Lisa Tickner (2000). Modern Life and Modern Subjects: British Art in the Early Twentieth Century. New Haven; London: Yale University Press. с. 288 (note 77).
7. 1 2  Meninsky;Bernard; (1891–1950). Архів оригіналу за 27 липня 2011. Процитовано 16 жовтня 2007. [Архівовано 2011-07-27 у Wayback Machine.] Central Saint Martins.